# واهه انفیجایان

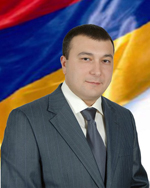

واهه سارگسی انفیجایان (ارمنی: Վահե Սարգսի Էնֆիաջյան؛ زادهٔ ۲۴ دسامبر ۱۹۷۸) سیاست‌مدار و اهل ارمنستان است. از سال ۲۰۰۹ عضو مجلس ملی جمهوری ارمنستان از سوی حزب ارمنستان شکوفا می‌باشد.